# Gondreville, Loiret

Gondreville este o comună în departamentul Loiret din centrul Franței. În 1 ianuarie 2022 avea o populație de 329 de locuitori.